# Федеральная служба по интеллектуальной собственности
Федеральная служба по интеллектуальной собственности (Роспатент) — федеральный орган исполнительной власти, осуществляющий функции по правовой защите интересов государства в процессе экономического и гражданско-правового оборота результатов научно-исследовательских, опытно-конструкторских и технологических работ военного, специального и двойного назначения, контролю и надзору в сфере правовой охраны и использования результатов   интеллектуальной деятельности гражданского, военного, специального и двойного назначения, созданных за счёт бюджетных ассигнований федерального бюджета, а также контролю и надзору в установленной сфере деятельности в отношении государственных заказчиков и организаций-исполнителей государственных контрактов, предусматривающих проведение научно-исследовательских, опытно-конструкторских и технологических работ, оказанию государственных услуг, в том числе в электронной форме с использованием официального сайта в информационно-телекоммуникационной сети «Интернет», в сфере правовой охраны изобретений, полезных моделей, промышленных образцов, программ для электронно-вычислительных машин, баз данных и топологий интегральных микросхем, товарных знаков, знаков обслуживания, географических указаний, наименований мест происхождения товаров.
Роспатент находится в ведении Министерства экономического развития Российской Федерации.

## История
В 1918 г. декретом Высшего Совета Народного Хозяйства Российской Советской Республики был создан Комитет по делам изобретений при Научно-техническом совете Высшего Совета Народного хозяйства.
В 1931 году он был переименован в Комитет по изобретательству при Совете Труда и Обороны, в 1947 году в Комитет по изобретениям и открытиям, а в 1955 году преобразован в Государственный комитет по изобретениям и открытиям при ГКНТ СССР. С образованием Российской Федерации соответствующие функции патентного ведомства стали выполнять Комитет по патентам и товарным знакам (1992 г.), a с 1996 г. — Российское агентство по патентам и товарным знакам.
Указом Президента Российской Федерации от 9 марта 2004 г. № 314 «О системе и структуре федеральных органов исполнительной власти» Российское агентство по патентам и товарным знакам переименовано в Федеральную службу по интеллектуальной собственности, патентам и товарным знакам.
24 мая 2011 г. ведомство получило нынешнее название — Федеральная служба по интеллектуальной собственности и стало подчиняться напрямую Правительству РФ. Но 27 июня 2012 года, В. В. Путин подписал Указ Президента РФ, которым переподчинил службу Минэкономразвитию с передачей министерству контрольных и надзорных функций в соответствующей области.
4 августа 2015 года первый вице-премьер Игорь Шувалов заявил о передаче Министерством культуры РФ вопросов авторских прав в ведение мегарегулятора в сфере интеллектуальной собственности, который планируется создать на базе Роспатента. По словам Шувалова, пока рабочее название ведомства, которое будет создано на базе Роспатента — Федеральная служба по регулированию в сфере интеллектуальной собственности.
В марте 2019 года стало известно, что срок рассмотрения Роспатентом заявок на патенты участников госпрограмм Минобрнауки РФ снизился до шести месяцев, тогда как в среднем заявки на изобретения в 2018 году рассматривались около восьми месяцев.
18 февраля 2022 года главой Роспатента был назначен Юрий Зубов, ранее занимавший пост заместителя главы службы.

## Руководство

### Руководители
- Зубов Юрий Сергеевич, руководитель (с 17 февраля 2022 года, по распоряжению Правительства РФ № 271-р)
- Ивлиев Григорий Петрович, руководитель (с 31 июля 2015 года, по распоряжению Правительства РФ № 1482-р)[8]
- Кирий Любовь Леонидовна, исполняла обязанности руководителя ведомства по распоряжению Правительства РФ от 19 августа 2014 года № 1563-р
- Симонов Борис Петрович, руководитель (20 марта 2004 года, № 389-р — 19 августа 2014 года, № 1562-р)

### Заместители руководителя
- Фролов Валерий Евгеньевич (с 2022 года)
- Галковская Виктория Геннадьевна (с 2021 года)
- Солонович Андрей Васильевич (с 2020 года)

## Направления деятельности
Основными функциями Федеральной службы по интеллектуальной собственности являются:
- обеспечение установленного Конституцией Российской Федерации, федеральными конституционными законами, федеральными законами и другими нормативными правовыми актами порядка предоставления в Российской Федерации правовой охраны объектам интеллектуальной собственности, а также порядка их использования;
- осуществление контроля и надзора за проведением экспертизы заявок на объекты интеллектуальной собственности и выдача охранных документов в установленном законодательством Российской Федерации порядке;
- регистрация прав на объекты интеллектуальной собственности, а также лицензионных договоров и договоров уступки прав в сфере интеллектуальной собственности и публикация сведений о зарегистрированных объектах интеллектуальной собственности;
- осуществление контроля и надзора за соблюдением порядка уплаты патентных пошлин и регистрационных сборов;
- проведение аттестации и регистрация патентных поверенных и осуществление контроля за выполнением ими требований, предусмотренных законодательством Российской Федерации.

В соответствии с Положением о Федеральной службе по интеллектуальной собственности, утвержденном Постановлением Правительства Российской Федерации от 21 марта 2012 года № 218, Федеральная служба по интеллектуальной собственности осуществляет следующие полномочия:
- Представляет в Министерство экономического развития Российской Федерации проекты федеральных законов, нормативных правовых актов Президента Российской Федерации и Правительства Российской Федерации, а также другие документы, требующие решения Правительства Российской Федерации, по вопросам, относящимся к сфере ведения Службы.
- Обеспечивает государственную регистрацию изобретений, полезных моделей, промышленных образцов, товарных знаков, знаков обслуживания, географических указаний, наименований мест происхождения товаров, программ для электронно-вычислительных машин, баз данных и топологий интегральных микросхем, а также выдачу соответствующих охранных документов (патентов, свидетельств).
- Осуществляет контроль и надзор за правовой охраной и использованием результатов интеллектуальной деятельности гражданского, военного, специального и двойного назначения, созданных за счет бюджетных ассигнований федерального бюджета.
- Ведет государственные реестры объектов интеллектуальной собственности и обеспечивает официальную публикацию сведений о них в установленных сферах деятельности.
- Осуществляет организацию и проведение аттестации и регистрации патентных поверенных, а также ведет их государственный реестр.
- Принимает меры по предотвращению и пресечению нарушений в сфере интеллектуальной собственности, взаимодействует с правоохранительными органами и иными государственными органами по вопросам защиты прав на объекты интеллектуальной собственности.

## Примеры охранных документов

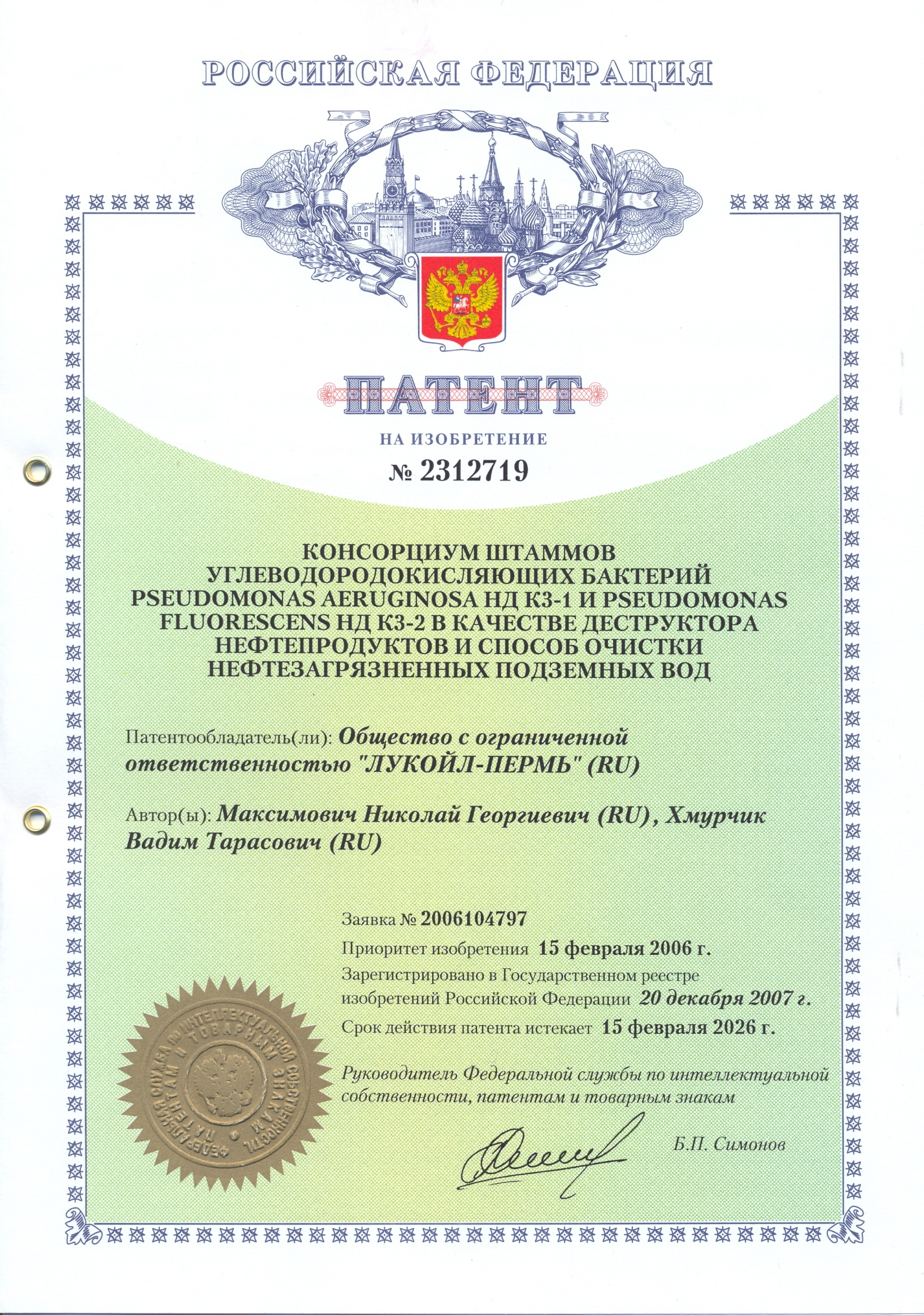
Патент на изобретение
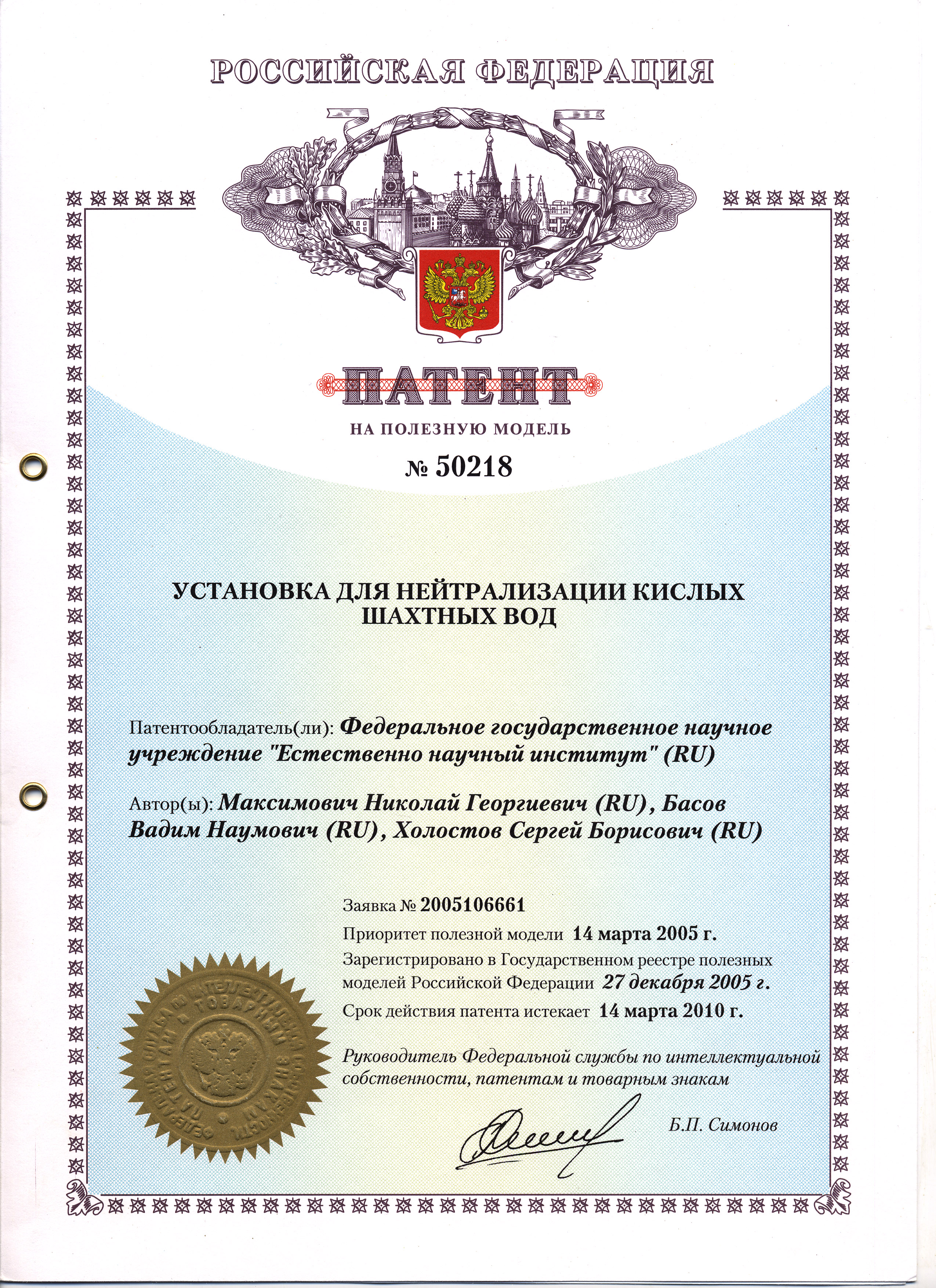
Патент на полезную модель
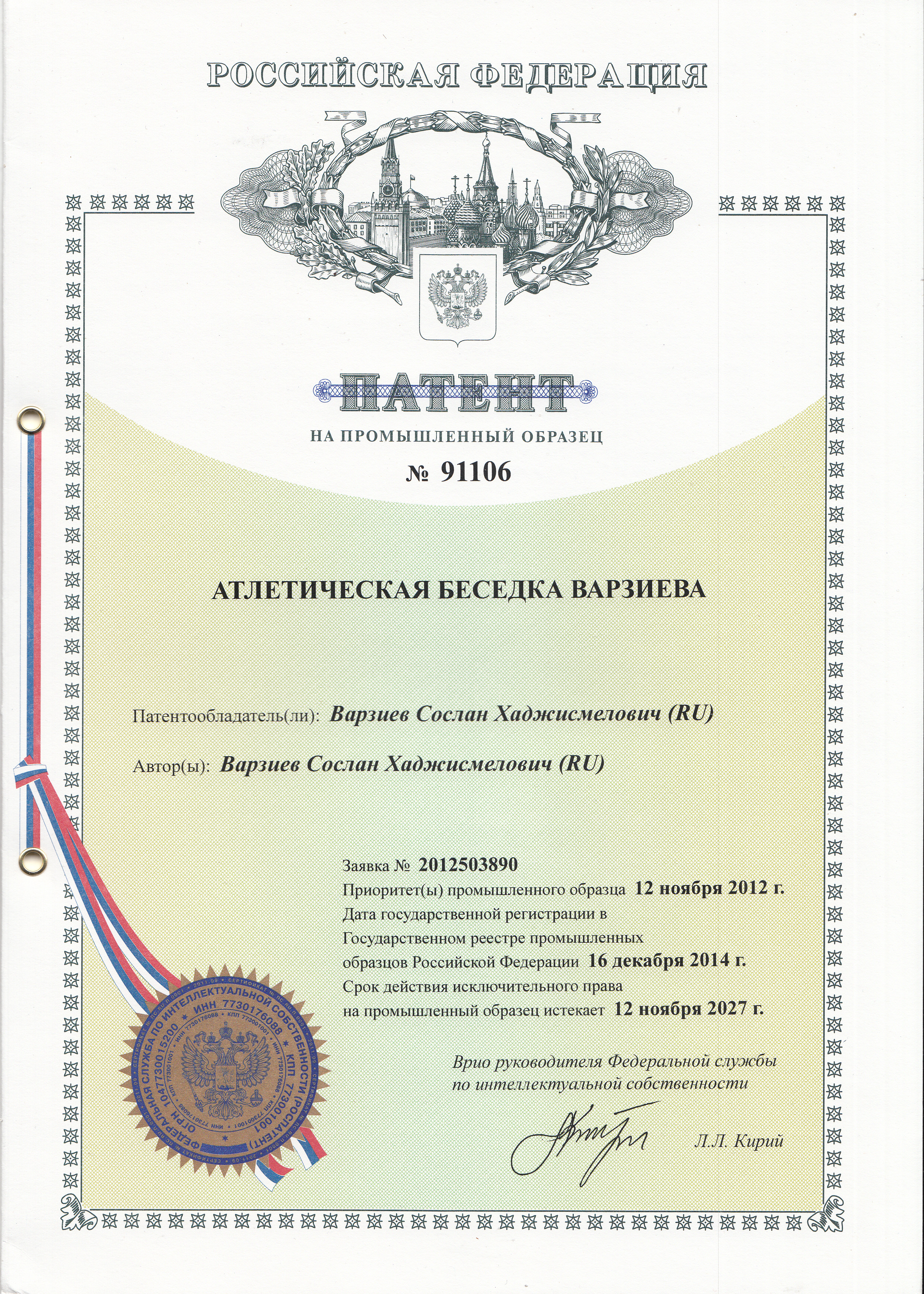
Патент на промышленный образец
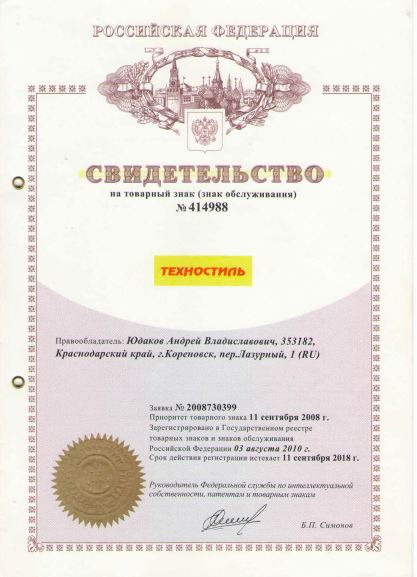
Свидетельство на товарный знак
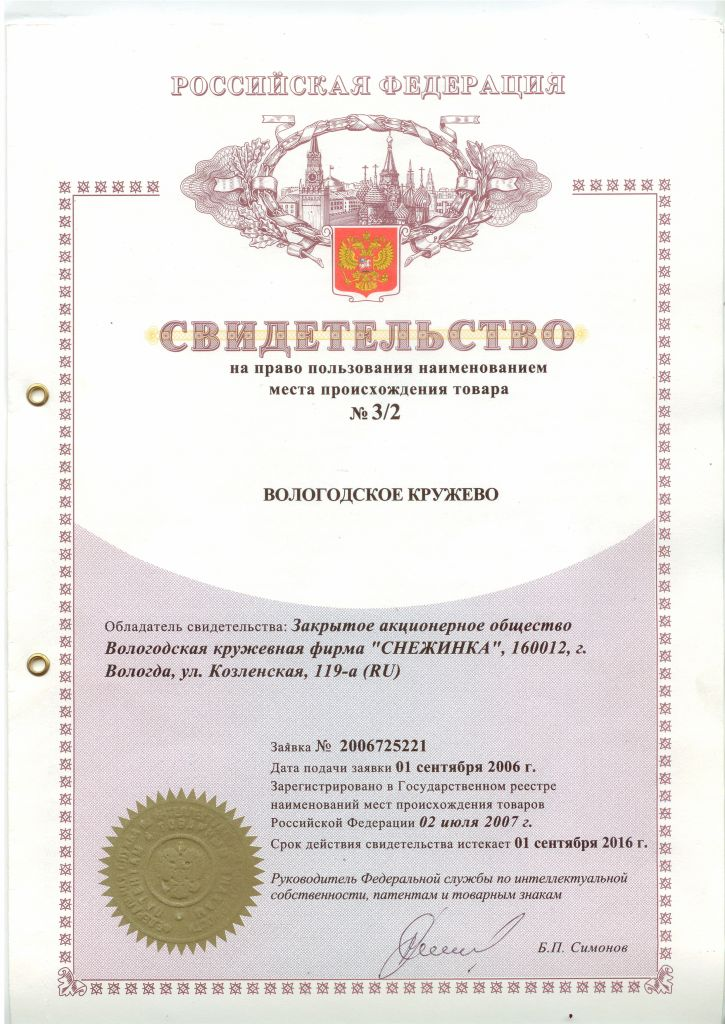
Свидетельство на право пользования наименованием места происхождения товара
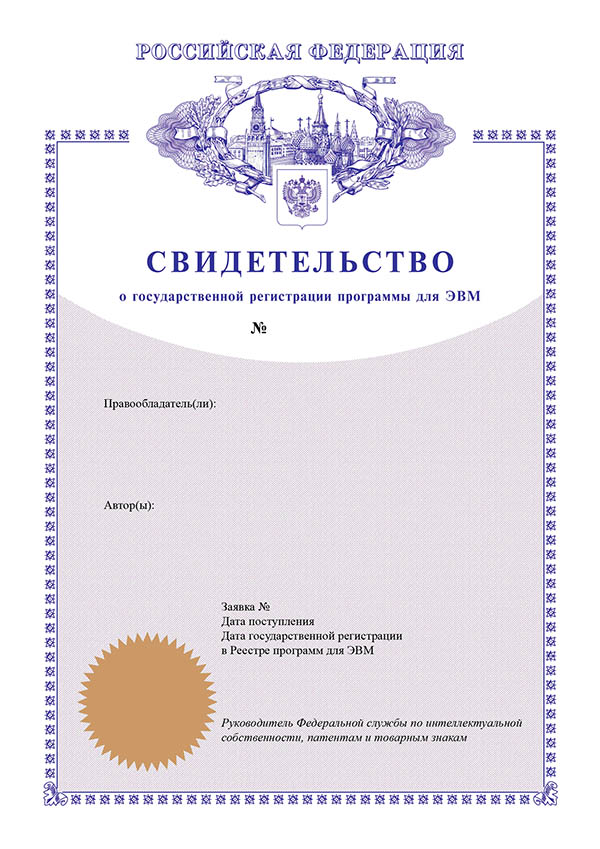
Форма свидетельства о государственной регистрации программы для ЭВМ
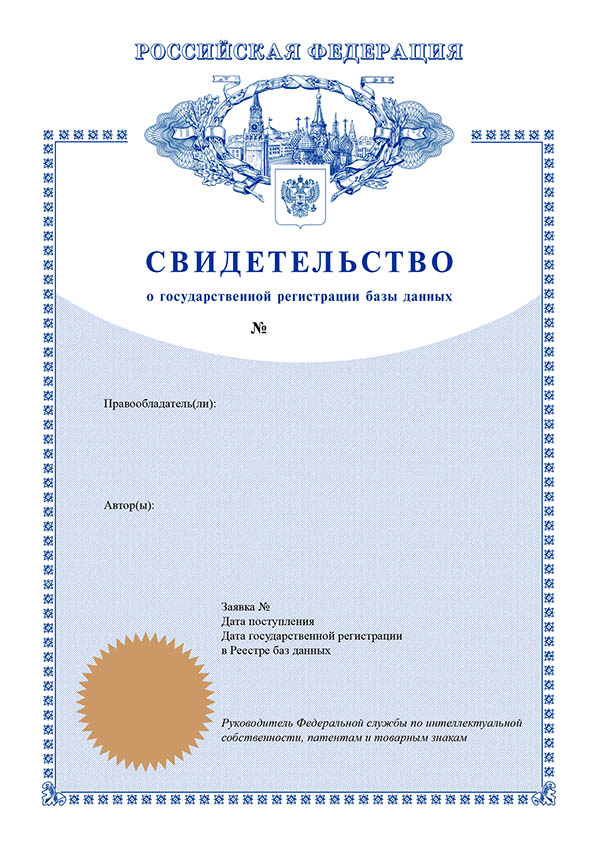
Форма свидетельства о государственной регистрации базы данных